# Parorgerioides immunda
Parorgerioides immunda är en insektsart som först beskrevs av Géza Horváth 1913.  Parorgerioides immunda ingår i släktet Parorgerioides och familjen Dictyopharidae. Inga underarter finns listade i Catalogue of Life.